# NGC 4312
NGC 4312 је спирална галаксија у сазвежђу Береникина коса која се налази на NGC листи објеката дубоког неба.
Деклинација објекта је + 15° 32' 17" а ректасцензија 12h 22m 31,4s. Привидна величина (магнитуда) објекта NGC 4312 износи 11,8 а фотографска магнитуда 12,6. NGC 4312 је још познат и под ознакама UGC 7442, MCG 3-32-14, CGCG 99-29, VCC 559, IRAS 12199+1548, PGC 40095.